# Bärbel Bohley

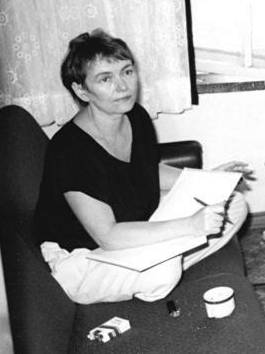
Bärbel Bohley, 1990

Bärbel Bohley (geborene Brosius; * 24. Mai 1945 in Berlin; † 11. September 2010 in Gehren) war eine Bürgerrechtlerin der DDR und Malerin. Bekannt wurde sie als Mitbegründerin des Neuen Forums in der DDR.

## Leben
Bärbel Bohley wurde als Tochter von Fritz und Anneliese Brosius geboren. Nach dem Abitur 1963 absolvierte sie eine Ausbildung als Industriekauffrau und arbeitete anschließend als Lehrausbilderin. Ab 1969 studierte sie an der Kunsthochschule Berlin-Weißensee, wo sie 1974 einen Diplomabschluss als Malerin erhielt. 1970 heiratete sie den Maler Dietrich Bohley (1941–2024) und gebar im selben Jahr einen Sohn. Ab 1974 betätigte sie sich als freischaffende Künstlerin; ihre Vorbilder waren nach eigenen Angaben Francisco de Goya und Käthe Kollwitz.
Zunehmend setzte sich Bohley für Bürger- und Menschenrechte in der DDR ein und war deshalb Restriktionen und Verhaftungen ausgesetzt. Nach der Wende und friedlichen Revolution in der DDR engagierte sie sich weiterhin politisch, kämpfte insbesondere um die Aufarbeitung des DDR-Unrechts im Allgemeinen, aber auch juristisch in ihrem persönlichen Fall. Ab 1996 arbeitete sie im ehemaligen Jugoslawien an Möglichkeiten der Flüchtlingsrückkehr und dem Wiederaufbau. In Bosnien leitete sie ein Wiederaufbauprogramm und ermöglichte Waisen und Kindern aus Flüchtlingsfamilien gemeinsame Sommerferien in Kroatien. Sie lebte lange in der Nähe von Split (Kroatien) und war bis zu ihrem Tod mit dem aus Bosnien-Herzegowina stammenden Lehrer Dragan Lukić verheiratet. Nach zwölf Jahren kehrte sie 2008 in ihre alte Wohnung in Berlin-Prenzlauer Berg zurück, um ihre Lungenkrebserkrankung behandeln lassen zu können, von der sie im Mai 2008 erfahren hatte.
In den ihr verbleibenden zwei Lebensjahren hielt sie Vorträge, mit denen sie bilanzierend auf die Kraft der friedlichen Revolution und bestehende Demokratiedefizite hinwies, wie zum Beispiel anlässlich des 20-jährigen Bestehens des Neuen Forums.
Bärbel Bohley, die seit ihrer Studienzeit Kettenraucherin war, erlag einem Bronchialkarzinom.

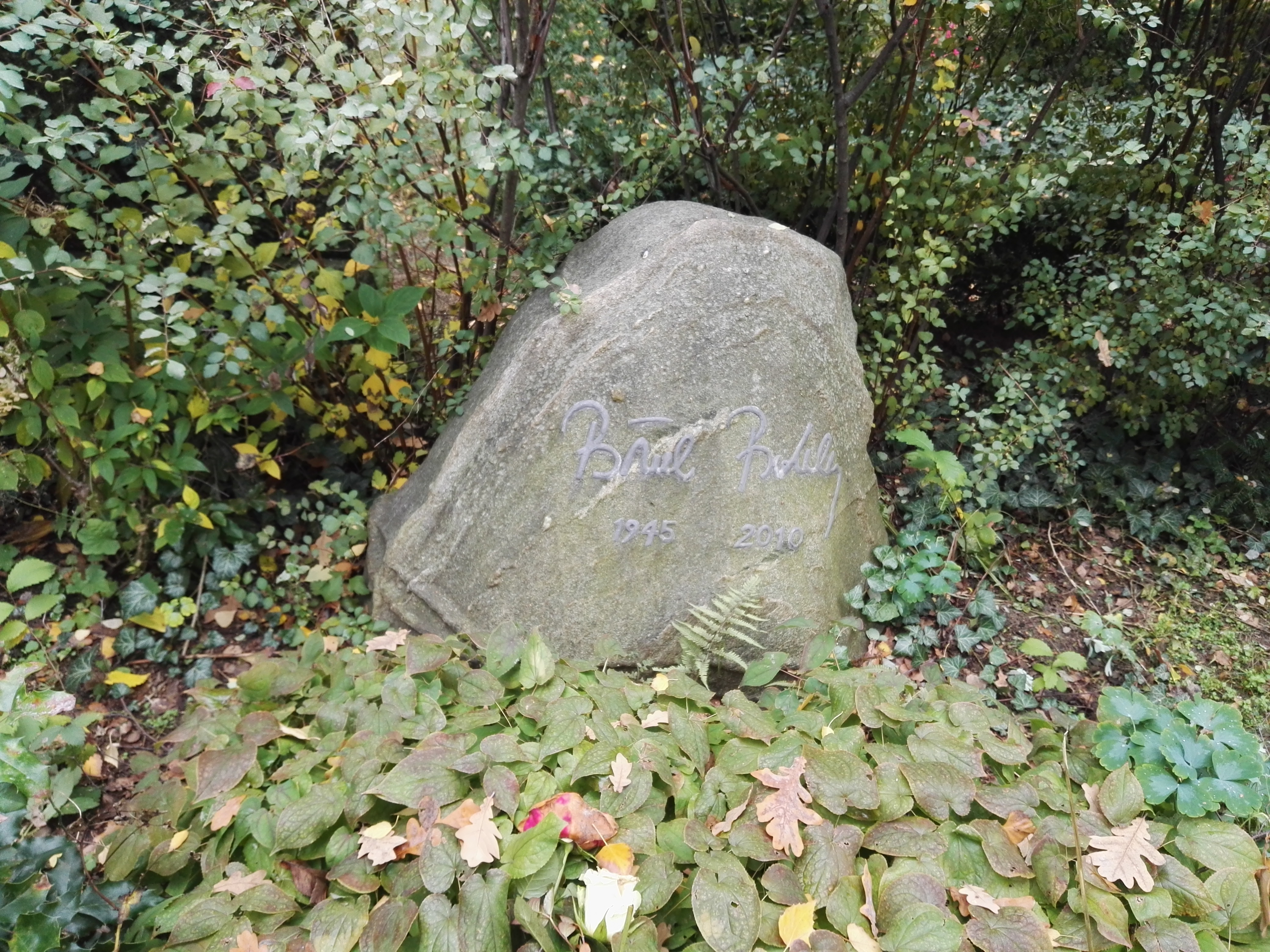
Grabstätte

Sie wurde am 25. September 2010 mit einer öffentlichen Gedenkveranstaltung der Robert-Havemann-Gesellschaft in der Akademie der Künste (Berlin) gewürdigt, an der etwa 400 Besucher teilnahmen. Lilo Fuchs, Witwe des Dissidenten und Schriftstellers Jürgen Fuchs, erinnerte dabei daran, dass einige DDR-Oppositionelle – wie Rudolf Bahro, Gerulf Pannach, Rudolf Tschäpe und ihr eigener Mann – früh an Krebs starben, und verwies auf den mehrfach geäußerten Verdacht, das SED-Regime könne Bärbel Bohley radioaktiv geschädigt haben, wie Stasi-Akten nahelegen. Bei einem Trauergottesdienst in der Gethsemanekirche (Berlin) nahmen rund 1000 Menschen am Sarg von Bohley Abschied. Ihr Grab befindet sich auf dem Dorotheenstädtischen Friedhof in Berlin-Mitte. Es ist 2016 als Ehrengrab der Stadt Berlin gewidmet. Ihr politischer Nachlass wird im Archiv der Robert-Havemann-Gesellschaft aufbewahrt.
Im Berliner Ortsteil Gesundbrunnen findet sich am Mauerpark der Bärbel-Bohley-Ring.

## Arbeit für Bürger- und Menschenrechte in der DDR
1979 wurde Bärbel Bohley in die Sektionsleitung Malerei und den Bezirksvorstand des Verbandes Bildender Künstler der DDR (VBK) gewählt. 1982 sammelte sie gemeinsam mit ihrer Schwägerin Heidi Bohley 150 Unterschriften für einen gemeinsamen Protest. Aus diesem Engagement entstand die unabhängige Initiativgruppe Frauen für den Frieden, woraufhin sie ein Jahr später aus dem Bezirksvorstand des VBK ausgeschlossen und wegen angeblicher „landesverräterischer Nachrichtenübermittlung“ gemeinsam mit Ulrike Poppe in Berlin-Hohenschönhausen in Untersuchungshaft kam. Das Ministerium für Staatssicherheit (Stasi) nannte als Gründe unter anderem ihren Kontakt zu den Grünen in der Bundesrepublik Deutschland. Als Konsequenz erhielt sie keine staatlichen Aufträge mehr und durfte ihre Werke nicht mehr öffentlich ausstellen.
Ab Mitte der 1980er Jahre setzte sich Bohley verstärkt für die Durchsetzung grundlegender Rechte wie Meinungs- und Versammlungsfreiheit ein und gründete die Initiative Frieden und Menschenrechte mit. Sie wurde deshalb von der Geheimpolizei zu den gefährlichsten Gegnern der DDR gezählt und in den operativen Vorgängen „Wespen“ und „Bohle“ bearbeitet. Das Ministerium für Staatssicherheit belegte Bohley mit intensiven Überwachungs- und Zersetzungsmaßnahmen.
Die Bürgerrechtlerin Petra Kelly, die mit Bohley politisch und persönlich befreundet war, übergab Erich Honecker im September 1987 bei seinem Besuch in der Bundesrepublik Deutschland demonstrativ Bohleys auf den Zustand der DDR-Gesellschaft anspielende Grafik „Niemandsland“, die mit einer Widmung versehen war, politische Veränderungen in der DDR zuzulassen. 1988 wurde Bohley (gemeinsam mit ihrem damaligen Lebensgefährten und DDR-Oppositionellen, Werner Fischer) infolge ihrer Öffentlichkeitsarbeit für inhaftierte Oppositionelle, die während der SED-Demonstration zum 69. Jahrestag der Ermordung von Rosa Luxemburg und Karl Liebknecht für demokratische Bürgerrechte demonstrieren wollten, von der Stasi verhaftet und ins Exil gezwungen. Allerdings hatten sie und Werner Fischer durchsetzen können, einen DDR-Pass zu erhalten. Nach einem sechsmonatigen Aufenthalt im Vereinigten Königreich kehrten beide im August 1988 in die DDR zurück.
Rückblickend stellte Bohley fest: „Ich wollte aber wieder zurück, denn wenn man etwas in eine Sache investiert hat, dann kann man es nicht aufgeben. Ich habe mich in der DDR auch zu Hause gefühlt, nicht weil ich sie liebe, sondern weil ich viele Freunde dort habe oder hatte. Insofern war es wirklich ein Ort, den man verändern muss. Ich habe im Westen gelernt, dass eine Opposition, zu der man sich bewusst bekennt, einfach in die DDR gehört, und das hat die DDR-Opposition vorher nicht gemacht.“

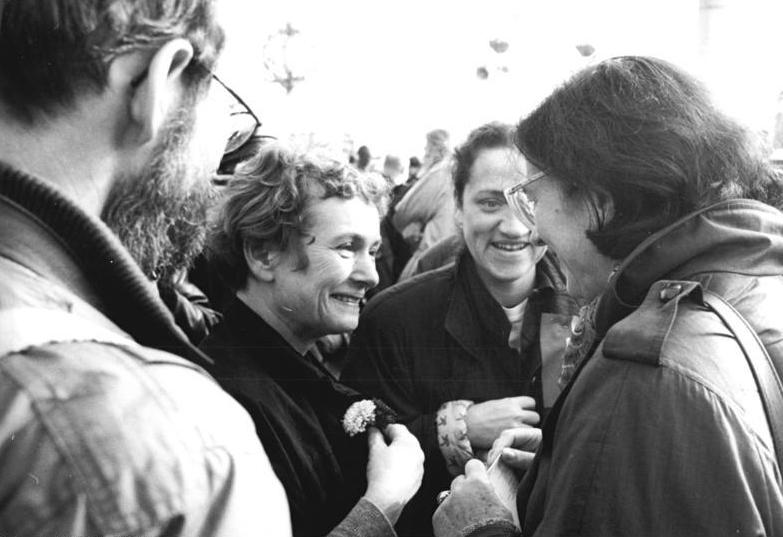
Bärbel Bohley und Schriftstellerin Christa Wolf (rechts), am 4. November 1989 bei der Großdemonstration auf dem Alexanderplatz

Am 9. September 1989 war Bohley als Initiatorin der Bürgerrechtsbewegung Neues Forum in Grünheide Erstunterzeichnerin des Gründungsaufrufes „Die Zeit ist reif“, der grundlegende Veränderungen forderte. Bohley übernahm den Kontakt zu bundesdeutschen Journalisten und meldete gemeinsam mit der Zahnärztin Jutta Seidel die Tätigkeit des Neuen Forums beim DDR-Innenministerium an. Der SED-Staat wies das Dialogangebot zunächst als „staatsfeindlich“ zurück und bestätigte die Anmeldung – nachdem mehrere Demonstrationen stattgefunden hatten – erst am 8. November 1989.
Während der Wende in der DDR wurde Bohleys Wohnung zur Büro-Zentrale der oppositionellen Sammlungsbewegung, die schnell über 250.000 Unterstützer fand.
Von Mai bis Dezember 1990 vertrat Bohley das Neue Forum in der Ost-Berliner Stadtverordnetenversammlung.
Im September 1990 besetzte sie zusammen mit anderen Aktivisten unter dem Motto Meine Stasi-Akte gehört mir! das Gebäude der ehemaligen Staatssicherheit in der Berliner Normannenstraße. Mit einem Hungerstreik und einer Mahnwache erstritt sie gemeinsam mit anderen Bürgerrechtlern die Öffnung der Stasi-Akten für die persönliche und wissenschaftliche Aufarbeitung.

## Politik und Hilfe im veränderten Europa und Aufarbeitung des DDR-Unrechts
Nachdem Bohley Einsicht in ihre Stasi-Akte genommen hatte, beschuldigte sie 1993 den PDS-Fraktionsvorsitzenden im Bundestag, Gregor Gysi, der inoffiziellen Mitarbeit im MfS. Gysi war während ihrer Haft in der DDR ihr Rechtsanwalt gewesen. Gegen diese Behauptung wehrte sich Gysi in mehreren Prozessen erfolgreich. Die langsame Aufarbeitung des DDR-Unrechts in der Bundesrepublik soll Bohley am 9. Juli 1991 bei einer Veranstaltung des Bundesjustizministeriums in Bonn mit dem Satz: „Wir wollten Gerechtigkeit und bekamen den Rechtsstaat“ beschrieben haben. Dieser Satz ist jahrzehntelang immer wieder so zitiert worden, allerdings behauptet der Historiker Ilko-Sascha Kowalczuk, er sei auf der Bonner Veranstaltung nicht gefallen. In seinem Buch Die Übernahme sowie in einem Artikel in der Frankfurter Allgemeinen Zeitung zitiert Kowalczuk aus der Broschüre „40 Jahre SED-Unrecht – eine Herausforderung für den Rechtsstaat“, die schriftliche Fassungen der Redebeiträge der Bonner Tagung dokumentiert:
„Ich glaube auch nicht, dass die Strafjustiz in der Lage sein wird, Gerechtigkeit herzustellen. Die Schwierigkeiten zeigen sich an allen Ecken und Enden. Recht, so erscheint es uns jedenfalls manchmal, kommt als Ungerechtigkeit in den neuen Ländern an. Und darin sehe ich ein großes Problem. Unser Problem war ja nicht, den westlichen Rechtsstaat zu übernehmen, unser Problem war, dass wir Gerechtigkeit wollten. Und insofern haben wir natürlich dem Westen unsere Probleme vor die Füße gekippt in der Hoffnung, dass mit dem westlichen Rechtsstaat auch Gerechtigkeit in die neuen Länder kommt. Aber es sieht ja so aus, als ließe diese Gerechtigkeit lange auf sich warten. Und ich weiß auch nicht, ob das Recht selbst, das westliche Recht, dies überhaupt leisten kann. Ob da nicht vielmehr Politiker gefragt sind, Zeichen von Gerechtigkeit zu setzen.“
Während der Räumung der Mainzer Straße war Bohley maßgeblich an den Verhandlungen zwischen den Besetzern und dem Innenstadtrat und der Polizei beteiligt. 1994 trat sie als Spitzenkandidatin für das Neue Forum zur Europawahl an. Im Jahr 2002 unterstützte sie die FDP im Wahlkampf zur Bundestagswahl.
Für ihre Verdienste um die friedliche Revolution in der DDR und die deutsche Wiedervereinigung mit dem Bundesverdienstkreuz (1994) und dem Nationalpreis (2000) ausgezeichnet, engagierte sie sich seit 1996 unter anderem während der Jugoslawienkriege. Von 1996 bis 1999 leitete sie dort für die nach dem Dayton-Friedensabkommen von 1995 eingesetzte Internationale Friedensbehörde für Bosnien und Herzegowina OHR (Office of The High Representative) in Sarajevo ein Wiederaufbauprogramm für im Bosnienkrieg zerstörte Häuser und organisierte die Rückkehr von Kriegsflüchtlingen in ihre Heimat.
Im März 1996 verklagte Bohley das Satiremagazin Eulenspiegel, das eine „miese Porno-Montage mit Kanzler Kohl“ auf seinem Titelblatt abgedruckt hatte, auf 100.000 DM Schadensersatz. Die satirische Darstellung spielte auf das Treffen ehemaliger DDR-Bürgerrechtler mit dem damaligen Bundeskanzler in Berlin an. Auf Grund eines Vergleichs vor dem Landgericht Hamburg zahlte Eulenspiegel schließlich 20.000 DM an Bohley.
Bohley war Gründungsmitglied des im Juni 1996 gegründeten Bürgerbüros e. V. – Verein zur Aufarbeitung von Folgeschäden der SED-Diktatur.
Ehrenamtlich gründete Bohley unter anderem die Hilfsorganisation Seestern e. V., die Kinder aus bosnischen Flüchtlingsfamilien aller örtlichen Ethnien kostenlose gemeinsame Sommerferien ermöglicht. Seit Sommer 2006 hilft die Organisation auch Kriegsflüchtlingen vor Ort, sie baute in der Region Domanovići nahe Mostar unter finanzieller Unterstützung des deutschen Auswärtigen Amts für 28 Flüchtlingsfamilien Zisternen zur Wasserversorgung. Bis März 2007 entstanden, finanziert vom deutschen Bundesministerium für wirtschaftliche Zusammenarbeit und Entwicklung, weitere 71 Zisternen, mit denen die Ansiedlung von im Krieg Vertriebenen in der Region gefördert werden soll.
Im Jahre 2001 kehrte sie vorübergehend aus Kroatien zurück und war gemeinsam mit u. a. dem DDR-Bürgerrechtler Wolfgang Templin und dem früheren SED-Politbüro-Mitglied Günter Schabowski Mitglied im „Gesprächskreis Innere Einheit“ des damaligen CDU-Kandidaten für das Amt des Berliner Regierenden Bürgermeisters, Frank Steffel.

## Ehrungen
- 1989 Karl-Hofer-Preis (Freundeskreis der Universität der Künste, Berlin-West)[30]
- 1991 Methodistischer Friedenspreis (vom Weltrat methodistischer Kirchen – World Methodist Council)
- Bundesverdienstkreuz 1. Klasse (8. Oktober 1995)[31]
- 1999 Eugen-Bolz-Preis[32]
- 2000 Nationalpreis – gemeinsam mit allen Erstunterzeichnern des Neuen Forums[33]
- 2004 Goldene Henne
- 2009 Quadriga – gemeinsam mit Václav Havel im Weltsaal des Auswärtigen Amts
- 2016 Im Berliner Ortsteil Berlin-Mitte wurde der Bärbel-Bohley-Ring nach ihr benannt.

## Ausstellungen
- 1981 Bärbel Bohley, Galerie im Alten Museum, Berlin
- 1983 Bärbel Bohley, Kleine Humboldtgalerie, Berlin
- 1989 Büchergilde-Buchhandlung& Galerie, Frankfurt am Main
- 1990 Galerie am Schloßberg, Gadebusch
- 2019 Bärbel Bohley Malerei und Grafik, Kunstpavillon Heringsdorf[34]
- 2021 Bärbel Bohley – die Künstlerin, Galerie Pankow, Berlin[35]

## Nachrufe
- Robert Ide nannte Bohley in Die Zeit und Tagesspiegel „die bekannteste Ostdeutsche nach Angela Merkel. Oder besser gesagt: vor Angela Merkel.“[36]
- Regina Mönch schrieb in der FAZ: „Berühmt wurde sie über Nacht, als Fernsehen und Rundfunk im September 1989 die Nachricht verbreiteten, dass sich im Osten Bürgerrechtler zum Neuen Forum zusammengeschlossen haben. Die Malerin Bärbel Bohley war eine der wenigen, die dieser unbekannten Gruppe ein Gesicht gaben. … Ihren Kampf gegen Gregor Gysi und die Bagatellisierung der Verstrickungen in das Machtsystem der SED und deren Erben hat sie nur scheinbar verloren, vor Gericht. Die Wahrheit lässt sich nicht mit juristischen Winkelzügen aus der Welt schaffen, so wie der Name Bärbel Bohley immer für das Beste stehen wird, das die Deutschen im 20. Jahrhundert zustande brachten.“[37]

## Schriften
- … und die Bürger melden sich zu Wort. 40 Jahre DDR. Hanser, München/Wien 1989, ISBN 3-446-15902-9.
- Die Dächer sind das Wichtigste. Mein Bosnien-Tagebuch. Ullstein Verlag, Berlin 1997, ISBN 3-548-33223-4 (Mit einem Geleitwort von Helmut Kohl).
- Wir mischen uns ein. Ideen für eine gemeinsame Zukunft. Herder, Freiburg im Breisgau/Basel/Wien 1998, ISBN 3-451-04619-9 (Mit Ehrhart Neubert).
- Lieber Wolf. In: Wolf Biermann und andere Autoren: Die Ausbürgerung. Hrsg.: Fritz Pleitgen; 2001, ISBN 3-89834-044-9, S. 217 ff.
- In: Ilko-Sascha Kowalczuk (Hrsg.): Freiheit und Öffentlichkeit. Politischer Samisdat in der DDR 1985–1989. Berlin 2002. (= Schriftenreihe des Robert-Havemann-Archiv; 7)
- Mut. Frauen in der DDR – mit Fotos und Dokumenten. Herbig, München 2005, ISBN 3-7766-2434-5 (Mit Gerald Praschl und Rüdiger Rosenthal).
- „Es gibt keine wichtigen und unwichtigen Menschen in der Revolution“ – 20 Jahre Mauerfall. In: Robertson-von Trotha, Caroline Y. (Hrsg.): Herausforderung Demokratie. Demokratisch, parlamentarisch, gut? (= Kulturwissenschaft interdisziplinär/Interdisciplinary Studies on Culture and Society, Bd. 6), Baden-Baden 2011, ISBN 978-3-8329-5816-9
- Englisches Tagebuch 1988. BasisDruck, Berlin 2011, ISBN 978-3-86163-143-9 (Aus dem Nachlass herausgegeben von Irena Kukutz. Mit einem Nachbericht von Klaus Wolfram).